# Provinzversammlung des Sindh

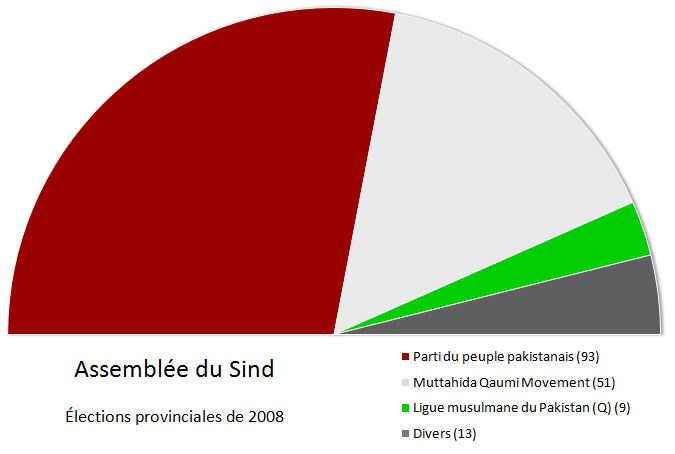
Zusammensetzung der Provinzversammlung des Sindh ab 2008

Die Provinzversammlung des Sindh ist das Einkammer-Parlament der Provinz Sindh in Pakistan. Sie wurde 1940 errichtet und befindet sich in Karatschi.
Die Provinzversammlung des Sindh umfasst 168 Mitglieder, von denen 29 für Frauen und 9 für religiöse Minderheiten reserviert sind.

## Zusammensetzung
Nach den Parlamentswahlen 2008 sieht die 13. Legislatur der Provinzversammlung des Sindh wie folgt aus:
| Partei                          | Sitze |
| ------------------------------- | ----- |
| Pakistanische Volkspartei (PPP) | 93    |
| Muttahida-Qaumi-Bewegung        | 51    |
| Muslimliga Pakistans (Q)        | 9     |
| Muslimliga Pakistans (F)        | 8     |
| Nationale Volkspartei           | 3     |
| Awami-Nationalpartei            | 2     |
| Gesamt                          | 168   |
| [ 1 ]                           |       |